# 刘立富
刘立富（1926年—1962年），辽宁旅顺人，中华人民共和国政治人物。
担任旅大市一等先进工作者。旅顺船坞工厂工人。1954年，当选第一届全国人民代表大会代表。